# 約翰·馬歇爾·哈倫
約翰·馬歇爾·哈倫（英語：John Marshall Harlan，1833年6月1日—1911年10月14日），肯塔基州律師。曾於1877年至1911年任最高法院大法官。最著名的是在種族隔離的案件普莱西诉弗格森案中，他是唯一的異議者，他認為種族隔離在憲法中是不能容忍的，所有公民不應受歧視。